# K-10S
Construit par la firme MKB Raduga, le K-10S (en russe : « К-10С »), désigné par l'OTAN AS-2 « Kipper », était un missile anti-navire supersonique soviétique habituellement armé d'une charge nucléaire.

## Historique et développement
Son développement commença en 1955 et il entra en service au-sein de l'armée rouge en 1961.
Le Kipper était un très gros missile, approximativement de la taille d'un petit chasseur, en raison de l'état assez primitif des technologies anti-navire dans les années 1950 et 1960. Il ne fut jamais employé dans un quelconque combat de toute sa carrière.

## Caractéristiques
Un seul pouvait être transporté sous le ventre d'un bombardier, habituellement un Tu-16K-10 « Badger-C ». Sa longue portée lui autorisait potentiellement d'être tiré loin au-delà des portées de tir des systèmes de défense anti-aérienne ennemis du moment. La seule défense proactive possible du navire visé était un avion, qui aurait opéré à partir d'un porte-avions ou d'une base avancée en mer.
Durant les vols de tests, le Kipper effectua sa course de croisière à une altitude d'environ 10 000 m, jusqu'à atteindre une distance de 100 à 110 km de la cible. À ce moment-là, il commença une plongée légère à 15° jusqu'à une distance de 60~70 km de sa cible, où il vola à une altitude comprise entre 800 et 1 000 m. Il continua ensuite sa course jusqu'à se rapprocher à 10~16 km de sa cible et alluma son radar pour terminer sa course en plongeant sur elle, afin de la toucher au niveau de sa ligne de flottaison, voire juste en dessous.

## Utilisateur
- Union soviétique : il entra en service en 1961.